# C. Y. Lee
Chu-yuan Lee (Guangdong, 30 de dezembro de 1938) é um arquiteto taiuanês. Ele se  graduou na Universidade Nacional Cheng Kung e fez mestrado na Universidade de Princeton.  Dirigiu o planejamento do Taipei 101, que era o maior e totalmente habitado arranha-céu do mundo, perdendo o título para o Burj Khalifa, o mais alto edifício da atualidade.